# St. Peter und Paul (Senftenberg)

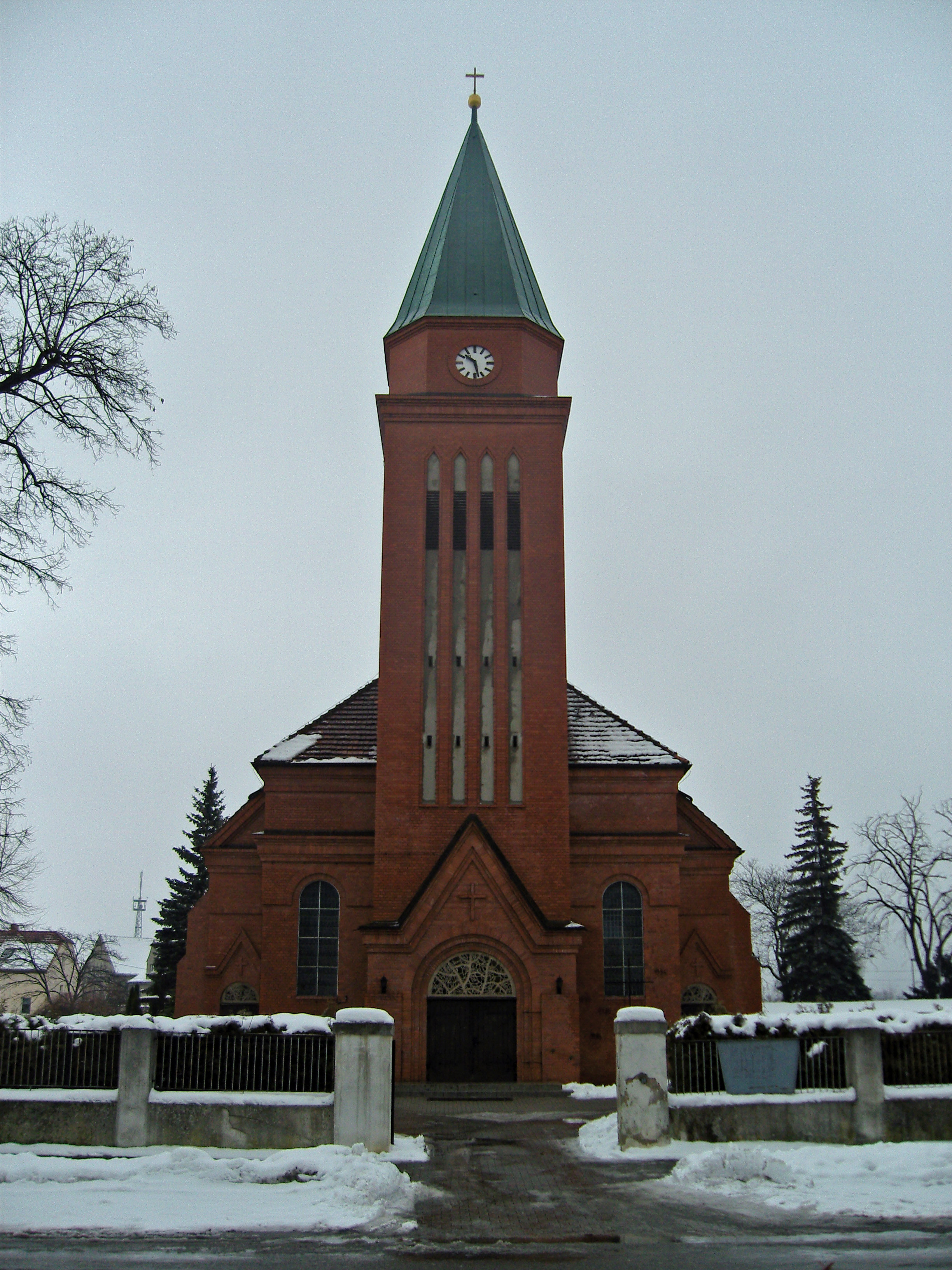
Katholische Kirche in Senftenberg

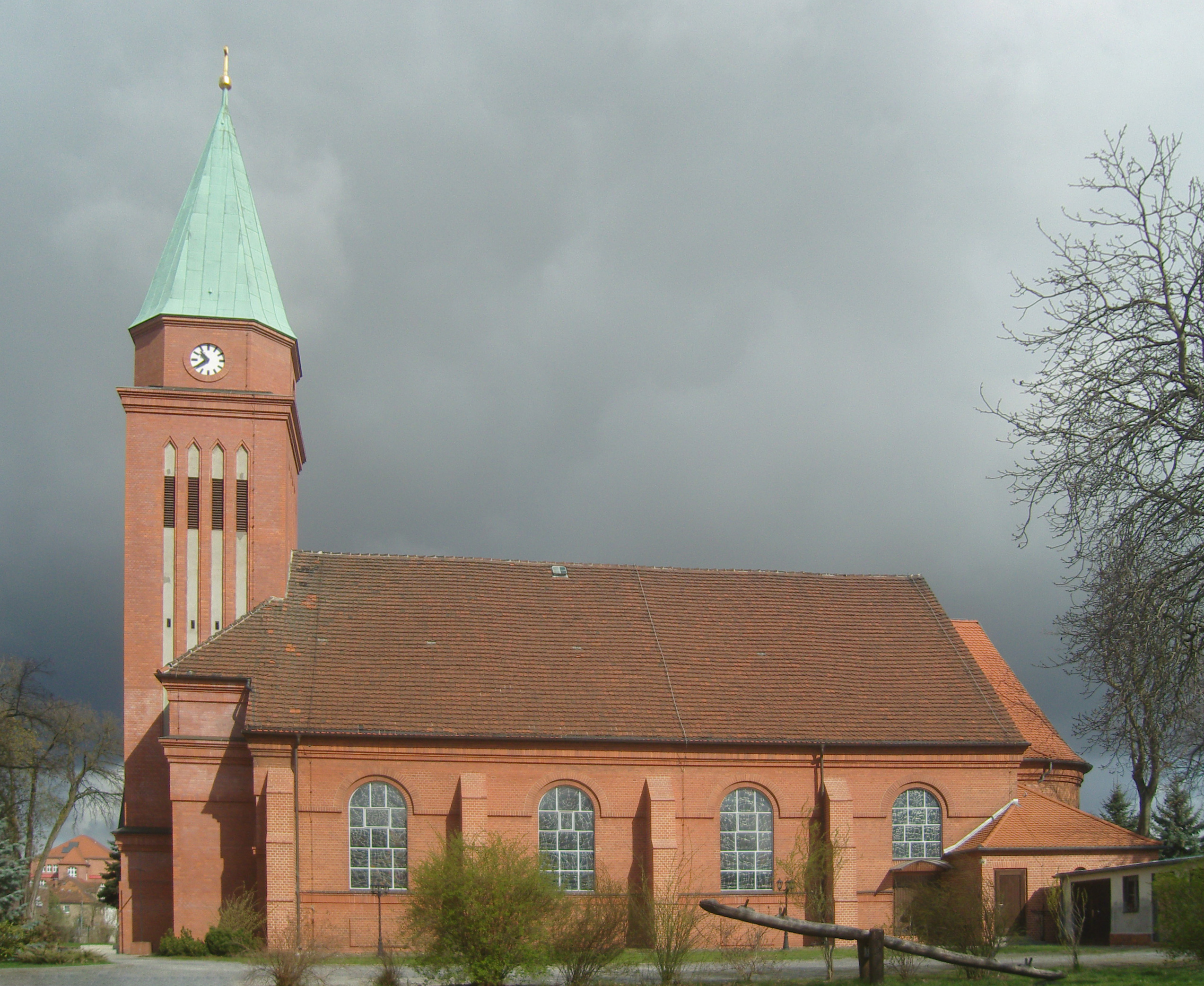
Seitenansicht

Die römisch-katholische Kirche St. Peter und Paul zu Senftenberg ist eine 1924 erbaute Kirche in der südbrandenburgischen Stadt Senftenberg. Die katholische Kirche steht in der Calauer Straße 1 im Norden der Stadt. Genau wie die evangelische Kirche in Senftenberg ist sie den Aposteln Petrus und Paulus geweiht. Die Kirche ist denkmalgeschützt.

## Geschichte
Unter dem sächsischen Herzog Heinrich dem Frommen wurde 1539 in Senftenberg der lutherische Glaube wie in allen Teilen des albertinischen Sachsens eingeführt.
Erst mit der Industrialisierung durch den Braunkohlebergbau und dem damit verbundenen Zuzug von Industriearbeitern aus anderen Gegenden stieg der Anteil der katholischen Bevölkerung. Im Jahr 1871 erteilte der Wittichenauer Pfarrer Schneider dem Pfarradministrator Spittel das Recht, in Senftenberg die Seelsorge in vollem Umfang auszuüben. Gemäß Erlass vom 18. November 1887 des Breslauer Erzbischofs, Kardinal Kopp, übernahm die Pfarrei Senftenberg die Seelsorge in der Stadt. Der erste katholische Gottesdienst nach der Reformation wurde am 20. November 1887 durch Pfarrer Sauer im damaligen Hotel Baranius unweit des Bahnhofs abgehalten.
Bald darauf wurde am 20. Dezember 1893 eine katholische Fachwerk-Interimskirche im Norden der Stadt in der Calauer Straße geweiht. Entsprechend der Genehmigung für den Kirchenbau sollte nach fünf Jahren eine neue Kirche gebaut werden. So wurde eine Kirche im Klinkerbau und einem massiven hohen Turm errichtet, die im Jahr 1898 geweiht wurde. Diese Kirche ist heute noch teilweise erhalten.
Aufgrund der steigenden Zahl von Katholiken wurde auch diese Kirche bald zu klein, so dass unter Pfarrer Stanislaus von Tessen ein Neubau geplant wurde. Durch die Geldentwertung verzögerte sich jedoch der Baubeginn. Am 1. Juni 1924 war Grundsteinlegung für die neue Kirche. Dabei wurde die alte Kirche um Seitenschiffe erweitert, so dass die Außenwände der Vorgängerkirche die Säulen der neuen wurden. Hinzu kamen außerdem Turmbedachung und Altarraum. Am 25. Mai 1925 konsekrierte der Breslauer Weihbischof Valentin Wojciech die Kirche.
Während des Zweiten Weltkriegs wurde nur das linke Seitenschiff beschädigt. Die Schäden konnten jedoch schnell behoben werden. Von 1954 bis 1957 wurde der Altarraum umgebaut. Im Jahr 1957 wurde neue Beleuchtung aus West-Berlin in der Kirche installiert und das Kircheninnere wurde ausgemalt.
Von 1977 bis 1981 wurde die Kirche durch den Kamenzer Künstler Gottfried Zawadzki umgestaltet. Dabei wurden Glasbetonfenster eingebaut. Die Kirche erhielt neue Bänke und eine neue Beleuchtung. Im März 1981 wurde die Kirche ausgemalt. Am 27. März 1982 war der Umbau mit der Konsekration des Altars durch Bischof Bernhard Huhn abgeschlossen.
Im Jahr 2002 wurde die Kirche erneut ausgemalt und erhielt ihr jetziges Aussehen.

## Baubeschreibung
Die Kirche besteht aus einem Hauptschiff, zwei Seitenschiffen sowie einem Altarraum. Die Säulen der Kirche sind die Außenwände der Vorgängerkirche. Im Westturm ist eine Uhr eingebaut.

## Innenausstattung

### Altarraum
Im Jahr 1954 begann der Cottbuser Künstler Hertel mit der Neugestaltung des Altarraums. Nach dem Abbruch des Hochaltars am 19. Mai 1954 begann der Grundaufbau von Altar und Altarraum. Am 1. September 1954 setzte man die Figuren Peter und Paul auf den rohbaufertigen Altar auf. Der Altarraum wurde mit Travertin ausgekleidet, der vom Bonifatiuswerk gespendet wurde. Der neue Tabernakel, für den die Gemeinde Gold und Silber spendete, wurde in Burg gefertigt. Im Jahr 1956 wurde der Hochaltar am Gründonnerstag konsekriert.
Bei der Umgestaltung der Kirche im Jahr 1977 wurden der Hochaltar sowie der Altarraum und die Seitenaltäre abgetragen. Altar, Tabernakel und Ambo wurden aus Beton gegossen. Diese sowie die Stufen und der Altarraum wurden mit Klinkersteinen verblendet. Vom alten Hochaltar blieb nur der Korpus des Gekreuzigten erhalten. Die Apostelfiguren wurden versetzt.

### Orgel

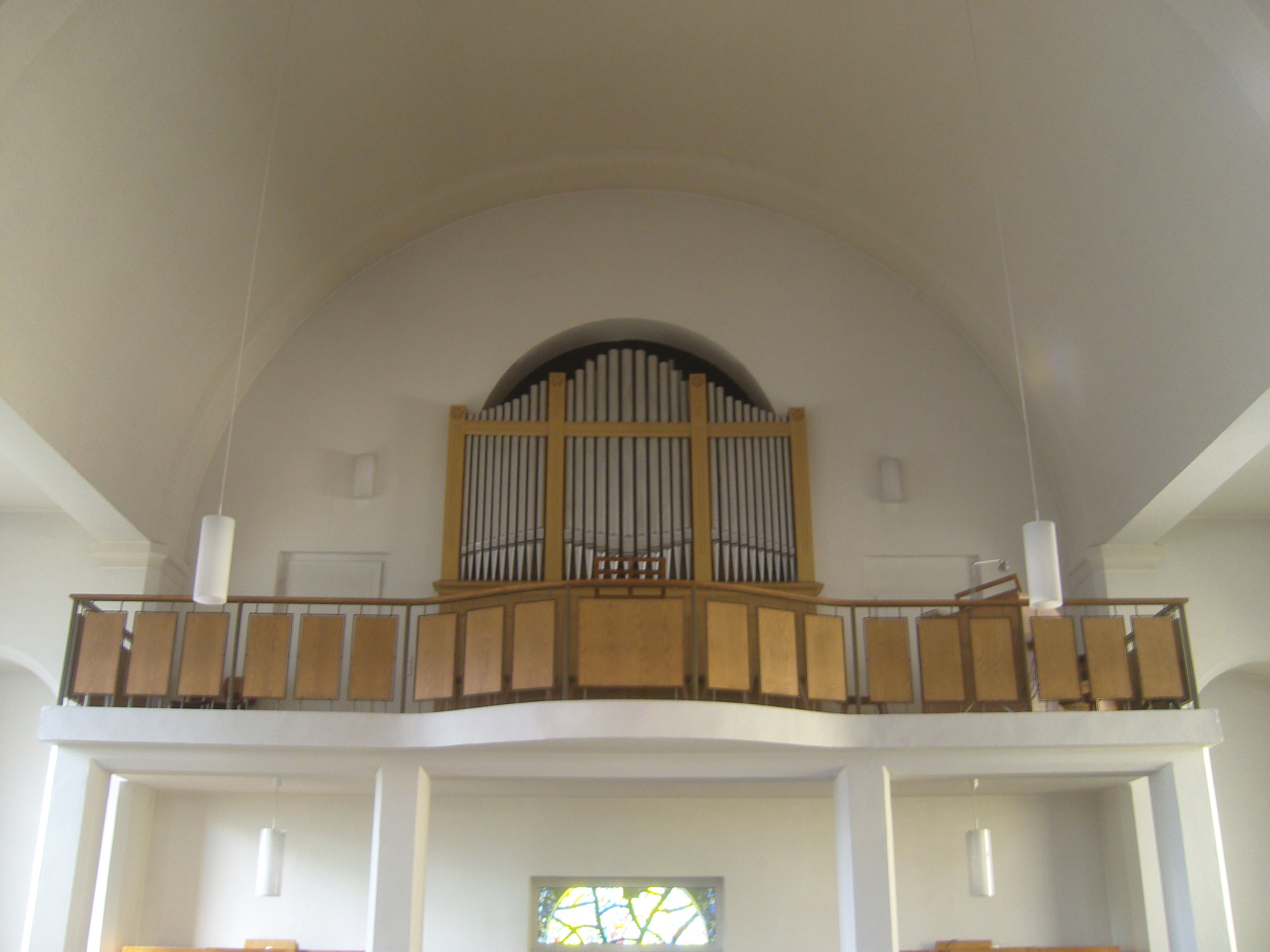
Orgelprospekt

Im Jahr 1925 wurde die pneumatische Orgel der Oettinger Firma G. F. Steinmeyer & Co. eingebaut. Aus finanziellen Gründen wurde nur das erste Manual der zweimanualigen Orgel eingebaut. Der Orgelausbau wurde nie vollendet. Im Laufe der Zeit verfiel die Orgel immer mehr und wurde nur provisorisch durch Gemeindemitglieder repariert. Im Jahr 1992 war sie funktionsuntüchtig.
Aus Geldmangel wurde eine elektronische zweimanualige Resonatorenorgel im Dezember 1993 eingebaut. Deren Lautsprecher und Resonatoren wurden hinter dem erhaltenen alten Orgelprospekt angebracht.

### Kirchenfenster

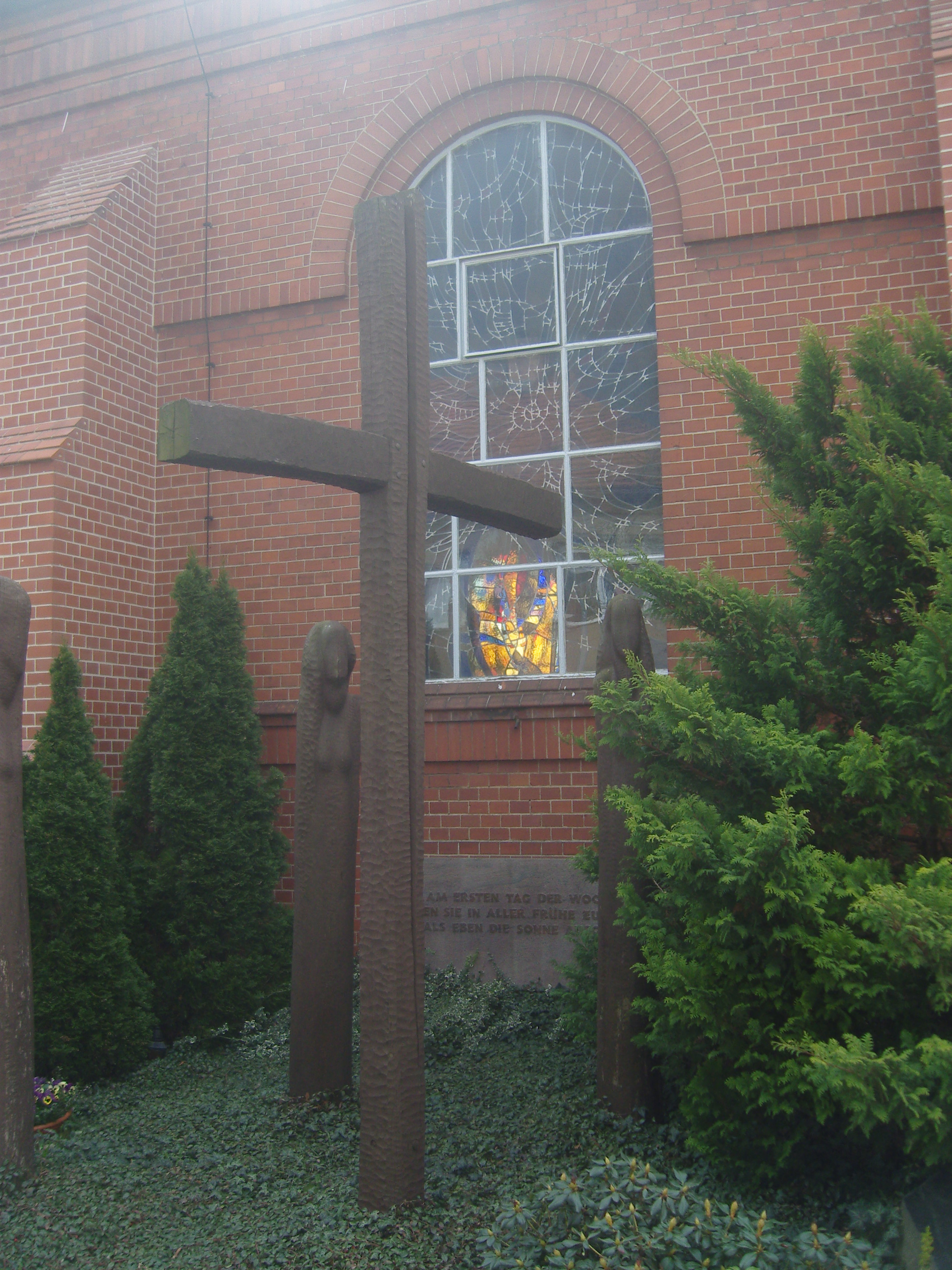
Kirchenfenster von außen gesehen

Die zehn Glasbetonfenster wurde von Gottfried Zawadzki geschaffen und stellen folgende Themen dar:
| Thema                              | Zitat           |
| ---------------------------------- | --------------- |
| Lebensbaum                         | Gen 2,8–9       |
| Lebensbaum                         | Offb 2,7. 22,14 |
| Erschaffung der Welt               | Gen 1,1–25      |
| Das himmlische Jerusalem (12 Tore) | Offb 21,9–14    |
| Ich bin das Licht                  | Joh 8,12        |
| Ich bin die Auferstehung           | Joh 11,25       |
| Ich bin das Leben                  | Joh 11,25       |
| Pfingsten – Heiliger Geist         | Apg 2,1–13      |
| Ich bin die Tür                    | Joh 10,7        |
| Ich bin der Weinstock              | Joh 15,5        |